# نفير
النفير (مصدرها: نَفَر) هي كلمة تستخدم في اللغة العربية (في السودان وغيرها) لتصف نوعيات معينة من تعهدات العمل العامة. معنى الكلمة الأدق هو جمع أشخاص معينين (في الحي أو المجتمع) لغرض تأدية أمر معين كبناء منزل أو المساعدة خلال موسم الحصاد. ويستخدم مصطلح النفير العام لوصف عملية قيام مجموعة من الناس بقتال العدو.